# Artonges
Artonges korábbi község Franciaországban, Aisne megyében. Lakosainak száma 161 fő (2018. január 1.). Artonges Fontenelle-en-Brie, Montlevon, Pargny-la-Dhuys, Corrobert és Montmirail (Marne) községekkel határos.
2016. január 1-jén három másik korábbi községgel egyesült és az így létrejött Dhuys et Morin-en-Brie új község része lett.

## Népesség
A település népességének változása:
| Lakosok száma | 229  | 235  | 142  | 134  | 145  | 167  | 193  | 196  | 164  | 161  |
|               | 1962 | 1968 | 1982 | 1990 | 1999 | 2008 | 2011 | 2013 | 2017 | 2018 |